# Dalia Colli
Dalia Colli (Livorno, 23 maggio 1976) è una truccatrice italiana.

## Biografia
Studentessa all'Accademia di belle arti della sua città natale, entra in contatto col mondo dello spettacolo nel 1999, incaricata di occuparsi delle scenografie di una serie televisiva ambientata a Livorno. Nel 2001, conclusi gli studi, si trasferisce a Roma lavorando come scultrice e calchista per gli effetti speciali prostetici.

## Filmografia

### Cinema
- Gomorra, regia di Matteo Garrone (2008)
- La vita facile, regia di Lucio Pellegrini (2011)
- Reality, regia di Matteo Garrone (2012)
- Padroni di casa, regia di Edoardo Gabbriellini (2012)
- AmeriQua, regia di Giovanni Consonni e Marco Bellone (2013)
- Mi rifaccio vivo, regia di Sergio Rubini (2013)
- Come il vento, regia di Marco Simon Puccioni (2013)
- La mafia uccide solo d'estate, regia di Pierfrancesco Diliberto (2013)
- Smetto quando voglio, regia di Sydney Sibilia (2014)
- Pane e burlesque, regia di Manuela Tempesta (2014)
- Torneranno i prati, regia di Ermanno Olmi (2014)
- Il nome del figlio, regia di Francesca Archibugi (2015)
- Chiamatemi Francesco - Il Papa della gente, regia di Daniele Luchetti (2015)
- Una questione privata, regia di Paolo e Vittorio Taviani (2017)
- Dogman, regia di Matteo Garrone (2018)
- Pinocchio, regia di Matteo Garrone (2019)
- Io capitano, regia di Matteo Garrone (2023)

### Televisione
- Caravaggio, regia di Angelo Longoni (2008)
- Dov'è Mario? (2016)
- Maltese - Il romanzo del Commissario, regia di Gianluca Maria Tavarelli (2017)

## Premi e riconoscimenti
- David di Donatello
  - 2013 - Miglior truccatore per Reality
  - 2019 - Miglior truccatore per Dogman
  - 2020 - Miglior truccatore per Pinocchio
- European Film Awards
  - 2018 - Miglior trucco per Dogman
- Premio Oscar
  - 2021 - Candidatura al miglior trucco e acconciatura per Pinocchio